# Thiberville
Thiberville es una localidad y comuna francesa situada en la región de Alta Normandía, departamento de Eure, en el distrito de Bernay y cantón de Thiberville.

## Demografía
| 1270 | 1374 | 1483 | 1643 | 1610 | 1537 |
| Para los censos de 1962 a 1999 la población legal corresponde a la población sin duplicidades (Fuente: INSEE [Consultar]) |      |      |      |      |      |